# PRINCE2
PRINCE2(PRojects IN Controlled Environments version 2)는 “통제된 환경에서의 프로젝트”라는 의미로 구조화된 프로젝트 관리 방법이다.  프로젝트를 관리 및 제어 가능한 단계로 나누어서 결과 중심으로 프로젝트를 수행하도록 한다.
영국에서 컴퓨터 프로젝트 관리를 위해 만들어진 PROMPTⅡ를 영국정부에 의해 모든 형태의 프로젝트에 적용할 수 있도록 발전시켰으며, 영국, 유럽, 호주 등 전세계에서 널리 사용되고 있다.
프로젝트관리 방법론 교육 및 인증 프로그램으로 입문자 수준의 PRINCE2 Foundation와 전문가 수준의 PRINCE2 Practitioner가 있으며, 미국의 PMBOK Guide를 기반으로 하는 PMP와 함께 전세계에서 쌍벽을 이룬다.

## 역사
PRINCE2의 시초는 1975년에 컴퓨터 프로젝트를 관리하기 위해 만든 PROMPTⅡ를 1979년에 영국정부 CCTA에서 정보시스템 프로젝트 관리 방법으로 채택하였으며, 1989년에는 PRINCE로 개명하고 영국정부의 정보시스템 프로젝트 관리 표준으로 채택한다.
1996년에는 모든 형태의 프로젝트에 적용이 가능하도록 발전시켜 PRINCE2로 개명하였으며, 2009년에는 기본원칙인 7개의 Principle을 도입하는 등 전면 개편을 단행하였고, 최근 2017년에는 Agile 등의 환경 변화를 반영하여 개정판을 발표하였다.
2013년부터는 영국정부 국무조정실(Cabinet Office)과 Capita plc.의 합작회사인 AXLOS에서 소유권을 가지고 있다.

## 개요

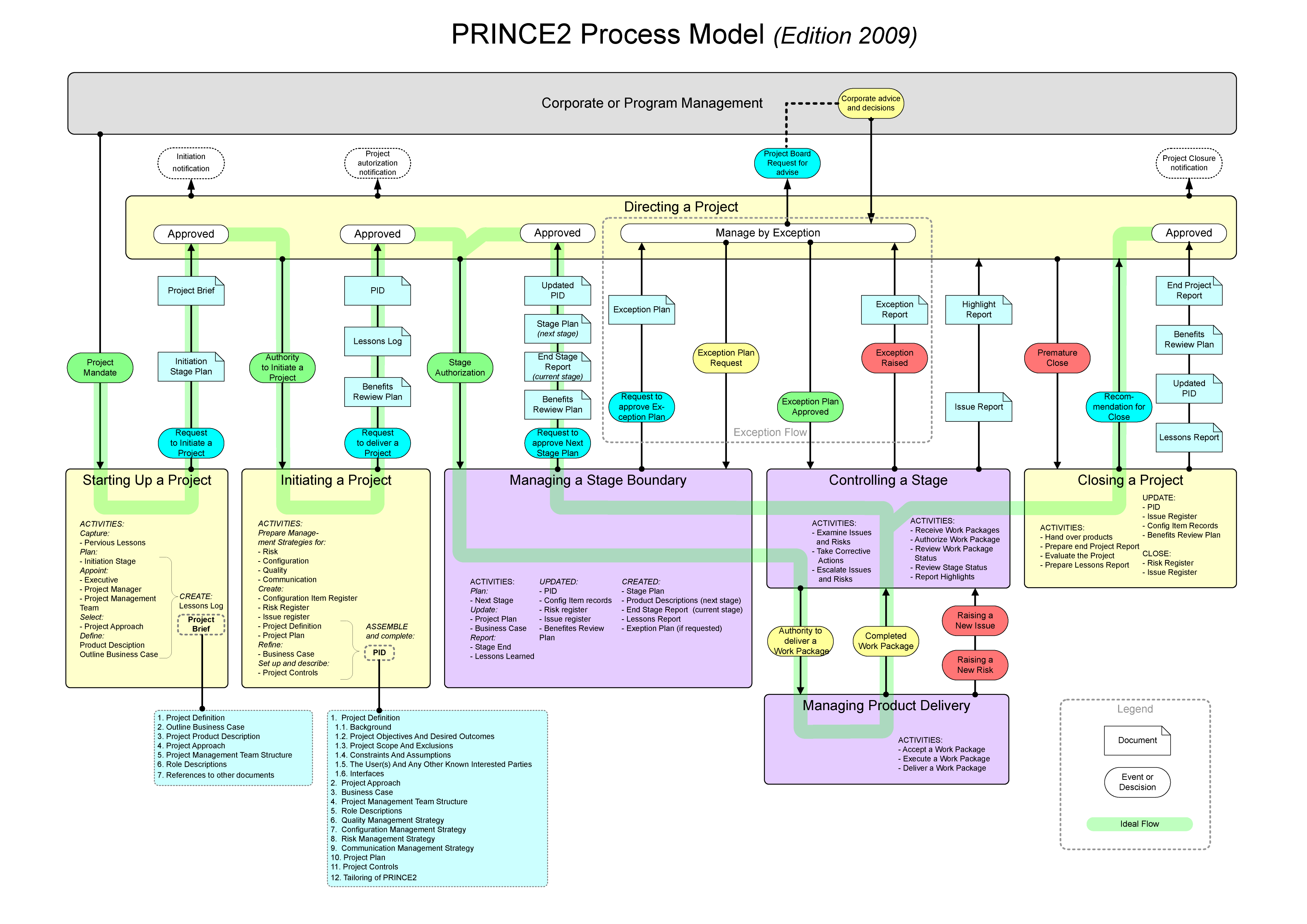
PRINCE2 의 2009년 판 프로세스 모델 (Edition 2009) Process Model.

PRINCE2는 어떤 형태의 프로젝트에도 적용이 가능한  프로젝트 관리 방법으로서, 7개의 원칙은 반드시 지켜야 할 기준이며, 7개의 주제와 7개의 프로세스가 상호 유기적으로 연계되어 프로젝트가 수행되도록 한다.
• 7 원칙 (Principle)
- 지속적인 프로젝트 타당성 검증 (Continued Business Justification)
- 경험으로부터 배우기 (Learn from experience)
- 정의된 역할과 책임 (Defined roles and responsibilities)
- 단계별로 관리하기 (Manage by stages)
- 위임한계에 따라 관리 (Manage by exception)
- 결과물에 집중 (Focus on products)
- 환경에 맞추어 수정하기 (Tailor to suit the project)

• 7 주제 (Theme)
- 타당성 검증 문서 (Business case)
- 조직 (Organization)
- 품질 (Quality)
- 계획 (Plans)
- 리스크 (Risk)
- 변경 (Change)
- 진척 (Progress)

• 7 프로세스 (Process)
- 시작 (Starting Up a project)
- 지휘 (Directing a project)
- 계획 (Initiating a project)
- 단계 조정 (Controlling a stage)
- 결과물 생성 (Managing product delivery)
- 단계 전환 관리 (Managing a stage boundary)
- 종료 (Closing a project)

## PMP 와 PRINCE2 차이
• PMBOK Guide의 활용
- 전세계에서 대부분의 프로젝트에서 대부분의 시간동안 사용하는 좋은 사례(Good Practice)를 PMBOK Guide로 정의하고, 이를 간략히 정리하여 미국 표준(ANSI standard)으로 정의함
- 그러므로 하나의 프로젝트에서 PMBOK 의 전체 내용을 적용할 수 있는 방법은 없으며, 역으로 어떤 프로젝트라도 PMBOK의 내용을 전혀 적용하지 않을 방법도 없음
- PMBOK의 소유권을 가지고 있는 PMI에서도 PMBOK의 준수가 프로젝트의 성공을 보장하지 않으며 PMI에서는 프로젝트 성공과 실패에 대해 어떤 책임도 질 수 없음을 명시하고 있음
- PMBOK Guide에서는 프로젝트의 성공을 위해서 프로젝트 매니저의 역량과 PMBOK 을 기반으로 하는 적절한 개별맞춤(tailoring)을 통한 적절한 방법론(Methodology)의 적용이 필요함을 강조하고 있음

• PRINCE2 와의 관계
- PMBOK Guide를 국제표준을 구체화한 안내서(Guide)라고 정의한다면, PRINCE2는 그 안내서(Guide) 중 좋은 사례(Best Practice)를 참조하여 7개의 원칙에 따라 개별맞춤(tailoring)을 거쳐 만든 방법론(Methodology)에 해당한다고 할 수 있음[2][1]
- PRINCE2 또한 원칙에서부터 실제 프로젝트에서의 개별맞춤(tailoring)이 중요하다고 강조하고 있으므로, 실제 프로젝트는 PMBOK과  PRINCE2의 원칙에 따라 개별맞춤(tailoring)하여 충분히 수행할 수 있음[1]
- PRINCE2의 소유권을 가지고 있는 AXLOS는 PRINCE2는 다양하게 검증된 프로젝트 관리 방법으로서 PRINCE2의 적용이 조직의 역량과 성숙도를 향상시키고 조직에게 가치를 더해 준다는 것을 명시하고 있음[1]
- 이 외의 여러 글에서 PMBOK과 PRINCE2를 같이 적용하여 프로젝트를 수행하여야 한다고 주장하고 있는 것은 위와 같은 이유도 포함하고 있음

## 같이 보기
- 프로젝트 관리 전문가 PMP
- 프로젝트 관리 연구소
- 프로젝트 관리 지식 체계